# Мазер

Водородный мазер

Ма́зер (от англ. maser, акроним от Microwave Amplification by Stimulated Emission of Radiation — «усиление микроволн посредством вынужденного излучения») — квантовый генератор, излучающий когерентные электромагнитные волны сантиметрового диапазона (микроволны). Его акронимическое название было предложено в 1954 году американцем Ч. Таунсом, одним из его создателей. Кроме Таунса к открытию непосредственного принципа работы квантового генератора причастны советские учёные А. М. Прохоров, Н. Г. Басов, а также американцы Дж. Вебер, Д. Гордон и Г. Цейгер. В 1964 году Прохорову, Басову и Таунсу была присуждена Нобелевская премия по физике «за фундаментальные работы в области квантовой электроники, которые привели к созданию осцилляторов и усилителей, основанных на принципе лазера — мазера».
Изначально, после изобретения, считалось, что мазер — чисто человеческое творение, однако позже астрономы обнаружили, что некоторые астрономические объекты работают как мазеры. В огромных газовых облаках, размером в миллиарды километров, возникают условия для генерации, а источником накачки служит космическое излучение.
Мазеры используются в технике (в частности, в космической связи), в физических исследованиях, а также как квантовые генераторы стандартной частоты.

## История
Теоретические принципы работы мазера описали Н. Г. Басов и А. М. Прохоров из ФИАН на Всесоюзной конференции по радиоспектроскопии, проведённой АН СССР в мае 1952 года, а также Джозеф Вебер из Мэрилендского университета на конференции «Electron Tube Research Conference» в июне 1952 года в Оттаве, с последующим опубликованным исследованием в июне 1953 года в журнале «Transaction of the Institute of Radio Engineers Professional Group on Electron Devices».
Чарльз Таунс, Джеймс Гордон и H. J. Zeiger построили первый мазер, работающий на аммиаке, в Колумбийском университете в 1953 году. Данное устройство использует вынужденное излучение в потоке возбужденных молекул аммиака для усиления микроволн на частоте около 24 ГГц.
Таунс позже работал с Артуром Шавловым, описывая принцип оптического квантового генератора, или лазера. В результате исследований Теодор Майман создал первую рабочую модель в 1960 году.

## Технология
Мазер основан на принципе вынужденного излучения, предложенном Альбертом Эйнштейном в 1917 году. Когда атомы возбуждены, они могут усиливать излучение на частоте, определённой для элемента или молекулы, которые используются в качестве среды (по аналогии с тем, что происходит в среде генерации в лазере).
Поставив такую усиливающую среду в резонансной полости, создаем обратную связь, которая может производить когерентное излучение.

### Наиболее распространенные типы
- Атомные мазеры
  - Аммиачный мазер
  - Мазер на свободных электронах
  - Водородный мазер
- Газовые мазеры
  - Рубидиевый мазер
- Твердотельные мазеры
  - Рубиновый мазер
  - Железо-сапфировый мазер с модами шепчущей галереи
- Мазер на двойном благородном газе

### Мазер в двадцать первом веке
В 2018 году группа исследователей из Имперского колледжа в Лондоне сообщила о твердотельном мазере, который работает при комнатной температуре.

## Использование
Мазеры служат «атомными стандартами частоты» и являются одной из многих форм атомных часов. Они часто используются как микроволновые усилители с низким уровнем шума в радиотелескопах.